# Grafkelder van Nassau-LaLecq

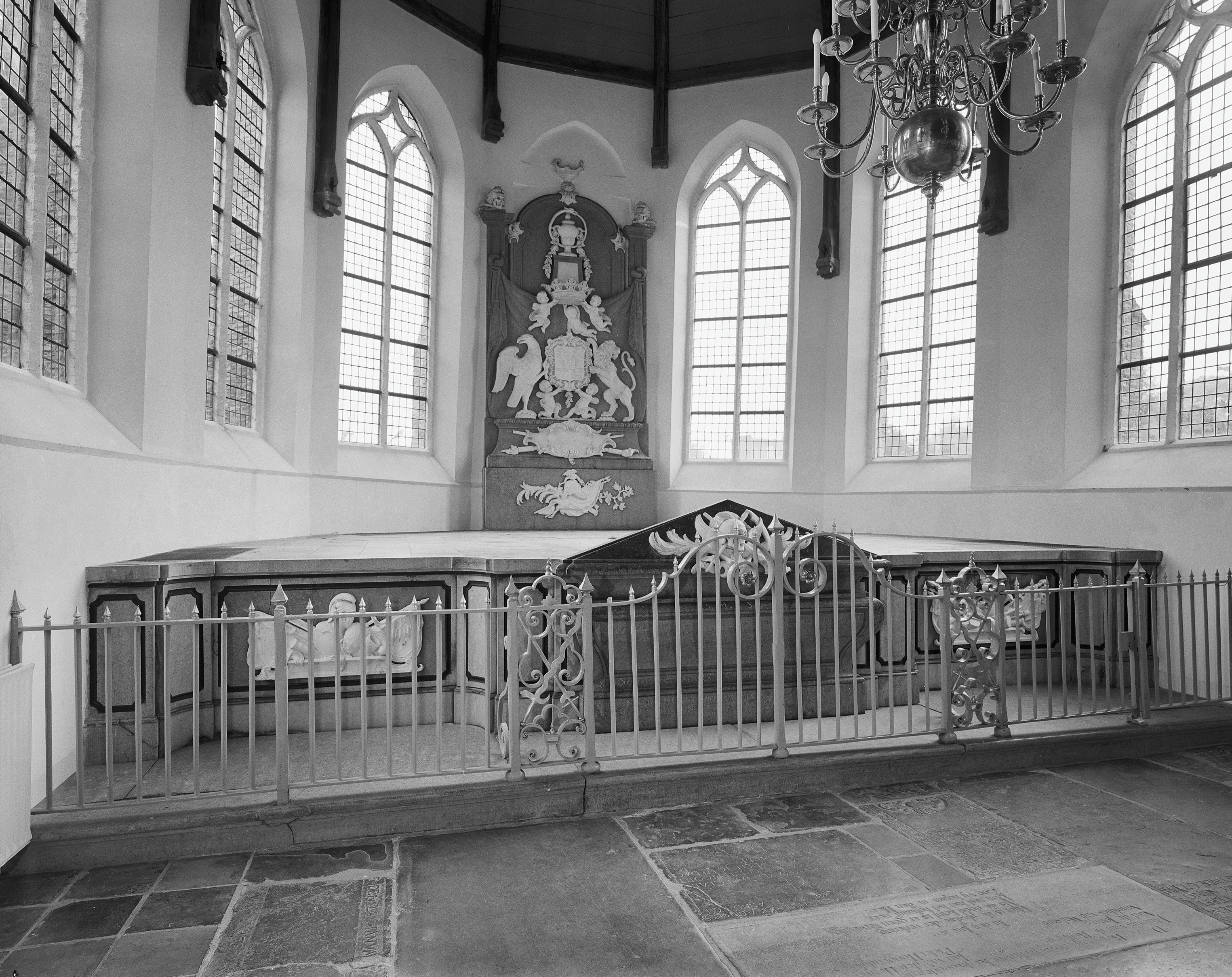
Praalgraf van Nassau-LaLecq

Plattegrond

Wapen van het geslacht van Nassau-LaLecq

De Grafkelder van Nassau-LaLecq is in 1661 gebouwd in de hervormde kerk uit de 15e eeuw te Ouderkerk aan den IJssel in opdracht van Lodewijk van Nassau.
In het koor van de kerk bevinden zich twee grafkelders van de familie Van Nassau la Lecq, namelijk het grote praalgraf in het koor en een eenvoudige grafkelder direct achter de kansel.
De bovenkant van de kelder van het praalgraf is gemetseld in een boogvorm om het hardstenen plafond te dragen. De kelder is een grote ruimte waarin de kisten op houten schragen staan. De sierkisten zijn voorzien van loden binnenkisten. Op de sierkisten zijn de naamplaten aangebracht. De kist van Willem Maurits, overleden in 1753, werd bovendien voorzien van een loden ridderfiguur.
Lodewijk van Nassau, heer van Beverweerd, de Lek en Odijk, een bastaardzoon van prins Maurits, werd de stamvader van de uitgestorven tak van Nassau la Lecq. Lodewijk zelf is begraven in de Jacobskerk in Den Haag. Tussen 1753 en 1757 werd er in opdracht van de heren van Ouderkerk, de familie van Nassau-LaLecq, een nieuwe grafkelder in het koor bij gebouwd.
De leden van deze Nassause tak hebben een rol gespeeld in de geschiedenis der Nederlanden. Ze telden mee als legeraanvoerder in het Staatse leger als generaal, admiraal of als politicus. De meeste nazaten, totaal 34 personen, zijn in de grafkelder bijgezet. In 1824 vond de laatste bijzetting plaats. Jan Floris Hendrik Carel graaf van Nassau la Lecq met een lange militaire carrière overleed na een ziekbed van zes maanden in Amsterdam. In augustus 1814 was hij benoemd tot Ridder der Militaire Willems-Orde 4de klasse omdat hij mee geholpen had aan de bevrijding van het grondgebied der Nederlanden met moed, beleid en trouw tegen den algemeenen vijand. Nog dezelfde maand werd hij opgenomen in de Nederlandse adel door zijn benoeming in de Ridderschap van Holland, met de titels van graaf en gravin op alle wettige afstammelingen in mannelijke lijn. Jan Floris is de enige graaf van Nassau die tot de adel van het Koninkrijk der Nederlanden heeft behoord want hij stierf kinderloos en met hem stierf de tak Nassau la Lecq in mannelijke lijn uit: met zijn zus stierf het geslacht ook in vrouwelijke lijn uit.
Niet alle leden van het geslacht zijn in deze grafkelder bijgezet. Een aantal van hen vonden hun laatste rustplaats in de Grafkelder Bijl de Vroe in Loenen aan de Vecht.

## Overzicht van de personen die in de kelders zijn bijgezet
| Naam | Geboortedatum | Datum van overlijden | Datum van bijzetting |
| --- | ------------- | -------------------- | -------------------- |
| 1. Isabella, echtgenote van Lodewijk van Nassau heer van Beverweerd                                                              |               | 07-05-1664           |                      |
| 2. Willem Hendrik, graaf van Nassau-LaLecq                                                                                       |               | 13-12-1672           | 18-12-1672           |
| 3. Elisabeth van der Nisse, echtgenote van Willem Adriaan I van Nassau-LaLecq                                                    | < 13-02-1639  | 12-12-1698           | 21-12-1698           |
| 4. Maurits Lodewijk, 2e zoon van Maurits Lodewijk II graaf van Nassau-Lelecq                                                     | < 04-08-1694  |                      | 24-02-1700           |
| 5. Elisabeth Henriëtte, dochter van Maurits Lodewijk II graaf van Nassau-Lelecq                                                  | 09-02-1698    |                      | 07-02-1702           |
| 6. Maurits Cornelis, 4e zoon van Maurits Lodewijk II graaf van Nassau-Lelecq                                                     | < 25-08-1700  |                      | 14-03-1702           |
| 7. Willem Adriaan graaf van Nassau en heer van Odijk, zoon van Lodewijk van Nassau                                               | 1632          | 21-09-1705           | 26-09-1705           |
| 8. Cornelis graaf van Nassau en heer van Kortgene, zoon van Willem Adriaan I van Nassau-LaLecq                                   | < 14-05-1669  | 05-03-1708           | 08-03-1708           |
| 9. Hendrik graaf van Nassau en heer van Ouderkerk                                                                                | < 16-12-1640  | 18-10-1708           | 02-11-1708           |
| 10. Anna Isabella van Beieren-Schagen, echtgenote van Maurits Lodewijk I van Nassau-LaLecq                                       | < 23-07-1636  | 06-04-1716           |                      |
| 11. Hendrik graaf van Nassau en burggraaf Boston                                                                                 | 27-10-1697    | 19-06-1718           | 04-09-1718           |
| 12. Emilia gravin van Nassau-Odijk, dochter van Willem Adriaan I van Nassau-LaLecq                                               | < 09-02-1676  |                      | 10-06-1730           |
| 13. Françoise Henriëtte gravin van Nassau, dochter van Willem Maurits van Nassau-Ouwerkerk                                       | 1711          | 01-04-1732           | 10-04-1732           |
| 14. Hendrik graaf van Nassau, zoon van Willem Maurits van Nassau-Ouwerkerk                                                       | < 12-02-1710  | 13-10-1735           | 06-11-1735           |
| 15. Cornelia d'Hangest-Genlis genoemd d'Ivoy, 1e echtegenote van Jan Nicolaas Floris van Nassau-LaLecq                           | < 18-09-1714  | 07-11-1744           | 25-11-1744           |
| 16. Maurits Lodewijk graaf van Nassau-Odijk, zoon van Willem Adriaan I van Nassau-LaLecq                                         | < 22-07-1681  | 23-05-1745           | 29-05-1745           |
| 17. Adriana Margaretha Huguetan, 1e echtgenote van Hendrik Carel                                                                 | < 13-01-1701  | 15-05-1752           | 21-05-1752           |
| 18. Willem Maurits graaf van Nassau-Ouwerkerk, zoon van Hendrik van Nassau-Ouwerkerk                                             | < 10-12-1679  | 26-05-1753           | 14-06-1753           |
| 19. Geertruida Crommelin, 2e echtgenote van Lodewijk Theodoor I van Nassau-LaLecq                                                | < 31-03-1715  | 18-02-1756           | 26-02-1756           |
| 20. Louise Catharina gravin van Nassau-Odijk, dochter van Willem Adriaan I van Nassau-LaLecq                                     | < 31-03-1679  | 12-12-1757           | 21-12-1757           |
| 21. Paulus van Nassau-Beverweerd, zoon van Hendrik Carel van Nassau-LaLecq heer van Beverweerd                                   | 02-04-1758    | 11-05-1758           | 14-05-1758           |
| 22. Elisabeth Amelia gravin van Nassau-LaLecq, dochter van Maurits Lodewijk II van Nassau-LaLecq                                 | 26-12-1707    | 26-06-1766           | 01-07-1766           |
| 23. Maurits Lodewijk IV van Nassau-LaLecq graaf van Nassau-LaLecq, zoon van Jan Nicolaas Floris van Nassau-LaLecq                | < 16-09-1742  | 06-10-1768           | 10-10-1768           |
| 24. Catherina Elisabeth Wilhelmina van Nassau-LaLecq gravin van Nassau-LaLecq, dochter van Lodewijk Theodoor I van Nassau-LaLecq | < 29-02-1736  |                      | 19-05-1777           |
| 25. Joanna Gevaerts, 2e echtgenote van Hendrik Carel van Nassau-LaLecq                                                           | < 02-12-1733  | 18-02-1779           | 23-02-1779           |
| 26. Hendrik Carel graaf van Nassau-LaLecq, zoon van Maurits Lodewijk II van Nassau-LaLecq                                        | < 13-12-1696  | 26-01-1781           | 31-01-1781           |
| 27. Jan Nicolaas Floris graaf van Nassau-LaLecq                                                                                  | 04-08-1709    | 10-04-1782           | 17-04-1782           |
| 28. Jan Willem Maurits graaf van Nassau-LaLecq                                                                                   | ca. 1706      | 05-08-1783           | 08-08-1783           |
| 29. Abraham Jacobus Nicolaas graaf van Nassau-LaLecq, zoon van Jan Floris van Nassau-LaLecq                                      | < 18-06-1786  |                      | 07-05-1787           |
| 30. Maurits Lodewijk V, zoon van Jan Floris                                                                                      | < 23-09-1787  |                      | 25-10-1787           |
| 31. Maria Anna Testas, 2e echtgenote van Jan Nicolaas Floris van Nassau-LaLecq                                                   | 17-02-1715    | 18-09-1795           | 23-09-1795           |
| 32. Lodewijk Theodoor II van Nassau-LaLecq, heer van de Lek en heer van Ouderkerk                                                | 20-11-1741    | 11-04-1795           |                      |
| 33. Maria Wilhelmina gravin van Nassau, dochter van Jan Nicolaas Floris van Nassau-LaLecq                                        | < 20-04-1750  | 25-08-1809           | 28-08-1809           |
| 34. Jan Floris Hendrik Carel des Heiligen Roomsen Rijksgraaf van Nassau-LaLecq, graaf van Nassau                                 | < 15-09-1782  | 29-03-1824           |                      |

## Meer grafkelders
- Lijst van grafkelders van het huis Nassau